# Centralny Bank Bahrajnu
Centralny Bank Bahrajnu powstał w 1973 roku, wkrótce po tym jak Bahrajn uzyskał niepodległość od Wielkiej Brytanii. Do głównych zadań banku należą:
- realizowanie polityki pieniężnej Bahrajnu.
- kontrola i nadzór nad sektorem bankowym.
- promowanie rozwoju Bahrajnu jako głównego międzynarodowego centrum finansowego.
- zarządzania rezerwami walut obcych środków pieniężnych.

Obecnym prezesem Banku Centralnego jest Rasheed Al Maraj. W 2014 roku Maraj zdecydował się kontynuować rozwój sektora ubezpieczeniowego królestwa. Uznał, że bank centralny musi współpracować z rynkiem ubezpieczeniowym w celu wspierania sektora ubezpieczeniowego, nalegając również na zobowiązanie zakładów ubezpieczeń do wypełniania ich społecznej odpowiedzialności. Prezes Banku Centralnego Bahrajnu jest również przewodniczącym rady dyrektorów giełdy Bahrain Bourse.
W banku znajduje się również muzeum monet i walut ze zbiorami z 653 roku.